# 사라 발제르
사라 발제르(프랑스어: Sara Balzer, 1995년 4월 3일~)는 프랑스의 펜싱 선수로 주 종목은 사브르이다. 2020년 하계 올림픽 여자 사브르 단체전 은메달을 획득했고 2024년 하계 올림픽 여자 사브르 개인전에서 은메달을 획득했다.